# Ga Yeoksam
Ga Yeoksam (Tiếng Hàn: 역삼역, Hanja: 驛三驛) là ga trên Tàu điện ngầm Seoul tuyến 2, nằm ở Teheran-ro, Yeoksam-dong, Gangnam-gu, Seoul. Về phía bắc là Ga Hakdong trên Tàu điện ngầm Seoul tuyến 7.

## Lịch sử
- 9 tháng 12 năm 1982: Tên ga được quyết định là Ga Yeoksam [2]
- 23 tháng 12 năm 1982: Khai trương hoạt động kinh doanh với việc khai trương đoạn Liên hợp thể thao ~ Đại học Giáo dục Quốc gia Seoul của Tàu điện ngầm Seoul tuyến 2
- 28 tháng 6 năm 2011: Xây tường thở tại phòng chờ nhà ga.
- Năm 2022: Ga Yeoksam đổi tên thành Ga Yeoksam (Centerfield)[3]

## Bố trí ga
| Seolleung ↑   |
| \| Vòng ngoài |
| ↓ Gangnam     |

| Vòng ngoài | ●Tuyến 2 | ← Hướng đi Samseong · Jamsil · Đại học Konkuk · Seongsu |
| Vòng trong | ●Tuyến 2 | → Hướng đi Gangnam · Sadang · Sindorim →                |

## Xung quanh nhà ga
- Viện Viễn thông Tài chính và Thanh toán bù trừ Hàn Quốc
- Hiệp hội phúc lợi xã hội Hàn Quốc
- Trụ sở Ngân hàng Hàn Quốc Gangnam
- Văn phòng thuế Yeoksam
- Tòa nhà Hansol
- Bưu điện Yeoksam 1-dong
- Văn phòng Sở hữu trí tuệ Hàn Quốc Văn phòng Seoul
- Kukkiwon, Học viện Giáo dục và Văn hóa
- Trung tâm phúc lợi hành chính Yeoksam 1-dong
- Hướng ngã tư bệnh viện Cha
- Tháp GS Gangnam
- Trung tâm nghệ thuật LG
- Trung tâm phúc lợi Chunghyeon
- Quỹ bảo lãnh tín dụng Seoul
- Trung tâm tài chính Gangnam (trước đây là Star Tower)
- Bệnh viện Good Shepherd
- Quỹ Mục Tử Tốt Lành
- BODY BALANCE & SPORTS CENTER Good Shepherd
- Trung tâm kiểm tra sức khỏe Good Shepherd
- Hướng đi ga Hakdong
- Hướng đi Nonhyeon-dong
- Fantagio
- Remian APT Chi nhánh Yeoksam

## Thay đổi hành khách
| Năm                                        | Số lượng hành khách (người) | Ghi chú |
| ------------------------------------------ | --------------------------- | ------- |
| 1994                                       | 74,765                      |         |
| 1995                                       | 74,491                      |         |
| 1996                                       | 73,305                      |         |
| 1997                                       | 76,394                      |         |
| 1998                                       | 70,997                      |         |
| 1999                                       | —                           |         |
| 2000                                       | 84,887                      |         |
| 2001                                       | 89,521                      |         |
| 2002                                       | 98,518                      |         |
| 2003                                       | 101,925                     |         |
| 2004                                       | 102,551                     |         |
| 2005                                       | 98,119                      |         |
| 2006                                       | 97,202                      |         |
| 2007                                       | 101,248                     |         |
| 2008                                       | 103,906                     |         |
| 2009                                       | 100,282                     |         |
| 2010                                       | 100,223                     |         |
| 2011                                       | 101,767                     |         |
| 2012                                       | 100,227                     |         |
| 2013                                       | 99,258                      |         |
| 2014                                       | 97,768                      |         |
| 2015                                       | 96,908                      |         |
| 2016                                       | 94,214                      |         |
| 2017                                       | 94,231                      |         |
| 2018                                       | 96,490                      |         |
| 2019                                       | 99,387                      |         |
| 2020                                       | 79,026                      |         |
| 2021                                       | 79,587                      |         |
| 2022                                       | 88,694                      |         |
| 2023                                       | 95,440                      |         |
| Nguồn                                      |                             |         |
| : Phòng dữ liệu Tổng công ty Vận tải Seoul |                             |         |